# Chuyến tàu sinh tử
Chuyến tàu sinh tử (tiếng Hàn: 부산행; Hanja: 釜山行; Romaja: Busanhaeng; tựa tiếng Anh: Train to Busan n.đ. Tàu tới Busan) là một bộ phim về đại dịch zombie của Hàn Quốc được đạo diễn bởi Yeon Sang-ho với sự tham gia các diễn viên Gong Yoo, Jung Yu-mi và Ma Dong-seok. Bộ phim đã được công chiếu trước tại khu vực Midnight Screenings tại Liên hoan phim Cannes 2016 vào ngày 13 tháng 5. Ngày 7 tháng 8, bộ phim lập kỷ lục phòng vé với hơn 10 triệu vé được bán ra.

## Nội dung
Một người đàn ông cùng con gái và nhiều hành khách khác bị kẹt trên một con tàu chạy tốc độ cao khi đất nước Hàn Quốc đang phải hứng chịu một đại dịch thây ma. Bộ phim xoay quanh những người sống sót trên chuyến tàu từ Seoul đến Busan phải trải qua bao vất vả, chật vật để tới được thành phố an toàn cuối cùng sau khi Hàn Quốc bị lây nhiễm bởi một loại virus chưa được xác định (nguồn gốc do việc rò rỉ từ viện công nghệ sinh học YS).
Seok-woo, một người quản lý quỹ đã ly dị vợ, cũng là ông bố tham công tiếc việc có cô con gái nhỏ tên Su-an. Sinh nhật của Su-an vào ngày hôm sau, cô bé muốn bố đưa mình đến Busan để gặp mẹ. Hai bố con lên chiếc tàu cao tốc KTX 101 tại Nhà ga Seoul. Những người khác trên cùng chuyến tàu gồm có người chồng lực lưỡng Sang-hwa và người vợ đang mang thai Seong-kyeong, một đội bóng chày của trường trung học, lão giám đốc Yon-suk giàu có và tự cao tự đại, hai chị em già In-gil và Jong-gil, và một người đàn ông vô gia cư bị căng thẳng đang trốn trong nhà vệ sinh.
Khi tàu khởi hành, một cô gái trẻ đang co giật bước lên tàu với vết thương ở chân. Cô biến thành thây ma và cắn một tiếp viên, sau đó cô tiếp viên cũng biến thành thây ma. Virus nhanh chóng lây lan khắp đoàn tàu. Cầu thủ bóng chày Yong-guk, nữ sinh tên Jin-hee - người đem lòng yêu anh, và một số hành khách phải trốn sang toa khác. Lúc đó trên tivi đưa tin về đại dịch thây ma (nhưng lại gọi là bạo động) khiến chính phủ buộc phải phong tỏa trên toàn quốc và Nhà ga Cheonan-Asan đã bị thây ma xâm chiếm nên đoàn tàu đã bỏ qua nó. Sau khi tàu dừng ở Nhà ga Daejeon, những hành khách còn sống sót phát hiện nơi này cũng tràn ngập thây ma, họ vội vã trở về tàu, tách ra thành nhiều nhóm chạy trốn trong hỗn loạn. Người lái tàu khởi động lại đoàn tàu để đi thẳng đến Busan, nơi khu vực cách ly đã được quân đội thiết lập.
Seok-woo, Sang-hwa và Yong-guk chiến đấu mở đường đến toa Su-an, Seong-kyeong, In-gil và người đàn ông vô gia cư đang ẩn náu. Họ cùng nhau vật lộn qua bọn thây ma để đến toa phía trước, nơi những hành khách khác đang trú ẩn. Tuy nhiên, do sự xúi giục của Yon-suk nên những hành khách đã ngăn chặn nhóm của Seok-woo vào trong, vì sợ họ bị lây nhiễm. Sang-hwa và In-gil hi sinh thân mình để câu giờ cho những người còn lại mở cửa xông vào toa trước. Yon-suk bắt buộc những người mới đến phải vào trong toa trống bên cạnh, và họ đồng ý làm theo yêu cầu của lão. Sau đó bà Jong-gil cố tình mở cửa cho bọn thây ma tràn vào giết sạch những hành khách trong này, kể cả chính bà. Seok-woo, Su-an, Seong-kyeong, Yong-guk, Jin-hee và người đàn ông vô gia cư vẫn an toàn vì họ ở trong toa bên cạnh. Yon-suk và một người tiếp viên thoát khỏi bọn thây ma nhờ trốn vào nhà vệ sinh.
Đường ray bị chặn ở Nhà ga Đông Daegu buộc tàu dừng lại và những người sống sót phải tìm một đoàn tàu khác để tiếp tục đến Busan. Yon-suk trốn thoát sau khi xô người tiếp viên vào bọn thây ma, sau đó lão lại làm điều tương tự với Jin-hee. Yong-guk ở lại với Jin-hee và bị cô cắn. Người lái tàu khởi động một đầu máy xe lửa trên một đường ray khác, nhưng trong lúc cố gắng cứu Yon-suk thì ông cũng bị thây ma giết chết. Người đàn ông vô gia cư đã hi sinh để Su-an và Seong-kyeong có thời gian bỏ chạy cùng Seok-woo đến đầu máy xe lửa mà người lái tàu đã khởi động. Họ chạm trán Yon-suk trong phòng điều khiển, lão đã bị cắn và đang biến thành thây ma. Sau một hồi đánh nhau, Seok-woo ném Yon-suk xuống đường, nhưng chính anh cũng bị cắn. Anh đưa Su-an và Seong-kyeong vào phòng điều khiển và tâm sự những lời cuối cùng với con gái trước khi chạy ra ngoài. Khi anh sắp biến thành thây ma, anh nhớ lại lần đầu tiên bế con gái mình trên tay và ngã ra khỏi đầu máy với một nụ cười.
Su-an và Seong-kyeong đến được Busan (được coi là nơi an toàn cuối cùng của Hàn Quốc sau khi Asan bị thây ma xâm chiếm) và đi bộ qua một đường hầm xe lửa. Ở phía bên kia đường hầm là những người lính đang đóng quân để bảo vệ khu vực này khỏi bọn thây ma. Không thể nhìn thấy rõ hai người mới đến, những người lính ở vị trí canh gác nhận được lệnh bắn họ. Tuy nhiên, những người lính sau đó nghe được tiếng hát, điều đó giúp họ biết được hai người mới đến là con người. Su-an rơi nước mắt hát bài hát mà cô bé muốn hát cho bố mình nghe vào đầu phim, và bây giờ hát nó lên để tôn vinh sự hi sinh của anh.

## Diễn viên
- Gong Yoo vai Seok-woo
- Kim Su-an vai Su-an
- Jung Yu-mi vai Seong-kyeong
- Ma Dong-seok vai Sang-hwa
- Choi Woo-shik vai Yong-guk
- Ahn So-hee vai Jin-hee
- Kim Eui-sung vai Yon-suk
- Choi Gwi-hwa vai Người đàn ông vô gia cư
- Jeong Seok-yong vai Người lái tàu
- Ye Soo-jung vai In-gil
- Park Myung-sin vai Jong-gil
- Jang Hyuk-jin vai Ki-chul
- Kim Chang-hwan vai Kim Jin-mo
- Shim Eun-kyung vai cô gái chạy trốn
- Cha Chung-hwa vai người phụ nữ trung niên
- Han Ji-eun vai người phụ nữ đeo tai nghe
- Kim Joo-hun vai Huấn luyện viên đội bóng chày
- Woo Do-im vai Min-ji

## Đón nhận
Chuyến tàu sinh tử đã thu về hơn 62.2 triệu USD trên toàn thế giới.